# فهرست وام‌واژه‌های روسی در فارسی
بر اثر روابط ایران و روسیه که از دورهٔ قاجاریان آغاز شده‌است، واژه‌های فراوانی از زبان روسی به زبان فارسی راه یافته‌اند. برخی از این واژه‌ها به گمان بیشتر زبان‌شناسان ریشهٔ روسی دارند و بعضی ممکن است ریشهٔ روسی نداشته باشند. برخی از این واژه‌ها ریشهٔ اصلی‌شان زبان دیگری مانند زبان فرانسوی است ولی از طریق زبان روسی به زبان فارسی وارد شده‌اند. این صفحه فهرستی از واژه‌های فارسی با ریشهٔ روسی است.

## فهرست واژه‌ها

### واژه‌های مربوط به خودروها
- آپارات: دستگاه
- آسفالت: راهین
- آفتومات: ماشین،خودرو
- استکان: لیوان چای خوری
- باک: مخزن و انباره
- بالانس: تراز کردن
- برزنت: کرباس(نوعی حوله)
- بکسل: یدک کشی
- بکسوات: حرکت کردن، لیز خوردن
- بنزین: فروز
- پلاتین: سپیدان، زراند
- پُلوس: نیم‌محور
- تراموا: پال
- ترانزیت: انتقال کالا
- ترمز: دارست
- دیفرانسیل: پراگن، همسوگر
- دینام: زند
- رادیاتور: تابنده
- رزوه: شیار پیچ
- رُل: فرمان خودرو
- زاپاس: یدکی، کمکی
- ژیگلور: نازل تنظیمگر
- ساسات: مکنده
- شاتون: میلهی پیستون-میللنگ
- شاسی: پیکربند، ساختارپایه، استواره
- شلنگ: گذراب، نرمبست
- فابریک: کارخانه، کارخانه ای
- قالپاق: درِ قابلمه
- کاپوت: سرپوش خودرو
- کاربراتور: از carbureteur فرانسوی (در انگلیسی: carburetor)
- کوپه (قطار): روسی (به خط روسی: купе به خط لاتین: kupe)
- گاراژ: از garage فرانسوی
- لاستیک: روسی (به خط روسی: ластик به خط لاتین: lastik)
- لنت: روسی (به خط روسی: лент به خط لاتین: lent) به معنای «نوار»
- ماشین: (به معنای خودرو)
- واگن: از wagon در فرانسوی و انگلیسی

### خوراک‌ها و مواد خوراکی
- املت: از omlette در فرانسوی و انگلیسی
- بیسکویت: از biscuit در فرانسوی به معنای «دوبار پخته»
- بیگودی: روسی (به خط روسی: бигуди به خط لاتین: bigudi) از bigodino در ایتالیایی (در انگلیسی: hair roller)
- پالتو: از paltot فرانسوی
- پیراشکی: روسی (به خط روسی: пирожки به خط لاتین: pirozhki در انگلیسی: pirog) به معنای «کلوچه»
- پیک: (پیالهٔ مشروب) از pick در انگلیسی البته معادل آن شات shot است.
- پُرو (لباس): از واژه ایتالیایی Provare به معنی امتحان کردن
- جلیقه (جلیتقه):
- چای: در اصل از چینی çay
- چتول (ظرف مشروب) روسی (به خط روسی: четверть به خط لاتین: chetvert) به معنای «چارک، یک چهارم»
- زیگزاگ: از zigzag انگلیسی
- سارافون (که از «سراپا» ی فارسی گرفته شده بوده‌است)
- ساسون:
- سوخاری: روسی (به خط روسی: сухари به خط لاتین: sukhari) به معنای «برشته» و تُرد
- شکلات: از chocolat در فرانسوی
- کاپشن: روسی (به خط روسی: капюшон به خط لاتین: kapyushon) به معنای کت در انگلیسی jacket
- کالباس: روسی (به خط روسی: колбаса به خط لاتین: kolbasa یا kilbasa) در پارسی: «جگرآگند»
- کِلوش (نوعی دامن زنانه)
- گالش: روسی (به خط روسی: галоша به خط لاتین: galosha)
- وانیل: از vanille فرانسوی (در انگلیسی: vanilla)
- ودکا: روسی (به خط روسی: водка به خط لاتین: vodka)
- ورمیشل: (به خط روسی: вермишель به خط لاتین: vermishel) از vermicelli ایتالیایی بمعتی کرمی شکل بر گرفته از واژه ورم verm به معنای کرم

### حروف‌چینی
- اشپون:
- پونت: از point فرانسوی و انگلیسی
- کلیشه: از cliché فرانسوی
- گارسه: از casse در فرانسوی به معنای جعبه (در انگلیسی type case که دو اصطلاح uppercase و lowercase به معنای حرف بزرگ و کوچک از همین‌جا گرفته شده‌است)
- گراور: از graveur فرانسوی

### واژه‌های دیگر
- آتریاد : دسته یا یکان نظامی. به دبیره‌ی روسی отряд به دبیره‌ی لاتین otryad برابر انگلیسی detachment/squad
- آرتیست: از artiste فرانسوی
- اپرا: از opera در فرانسوی
- استکان (که از «دوستگانی» فارسی گرفته شده بوده‌است)
- اسکناس: روسی (به خط روسی: ассигнация به خط لاتین: assignácija)
- امپراتور:
- امپراطریس:
- اوکراین: نام خاص
- بالون: از balloon در فرانسوی
- باندرول: برچسب. به دبیره‌ی روسی: бандероль به دبیره‌ی لاتین: banderol برابر انگلیسی: wrapper
- بانک: از banque در فرانسوی
- بانکه: روسی (به خط روسی: банка به خط لاتین: banka)
- بایکوت: از boycott فرانسوی و انگلیسی به معنای «تحریم»
- برلیان: از brilliant در فرانسوی و انگلیسی به معنای «درخشان»
- بشکه: روسی (به خط روسی: бочка به خط لاتین: bochka)
- بلیط: بلیت. از biglietto در ایتالیایی و بیلط billette در فرانسه
- بیلیارد: از billiard فرانسوی و انگلیسی
- پارتیزان: از partisane در فرانسوی
- پاسور: ورق بازی. به دبیره‌ی روسی: пасур به دبیره‌ی لاتین: pasur برابر انگلیسی: playing cards
- پاکت: از pacquette در فرانسوی
- پریموس: از primus فرانسوی و انگلیسی نام یک‌کمپانی ساخت محفظه‌های گرم سرد نگهدارنده بود
- پودر از poudre در فرانسوی و انگلیسی پاودر powder
- پُرس: روسی (به خط روسی: плоский به خط لاتین: ploskiy) به معنای بشقابو در انگلیسی پورشن portion یعنی قسمت و پرس غذا یا اجسام دیگر
- پُز pose قیافه گرفتن
- پُست (به معنی مقام اداری) از poste در فرانسوی و لاتین انگلیسی post یعنی منصب
- تراخم: از trachome فرانسوی (در روسی: трахоме به خط لاتین trachomae) در لاتین تراکما trachoma تراخم چشمی و سایر اعضا
- چدن: روسی (به خط روسی: чугун به خط لاتین: chugun)
- چرتکه: روسی (به خط روسی: сетка به خط لاتین: scetka)
- چمدان(«در روسی به ظن قوی از جامه‌دان فارسی گرفته شده‌است.»[۱])،
- درشکه: روسی (به خط روسی: дрожки به خط لاتین: droschke)
- دوجین: از douzin در فرانسوی dozen در انگلیسی لاتین
- دوش: از douche در فرانسوی
- راپورت: از raporte در فرانسوی و ریپورت انگلیسی
- ساخارین: در اصل از شکر پارسی. به دبیره‌ی روسی: сахарин به دبیره‌ی لاتین: sacharin برابر انگلیسی: saccharin
- ساطور:
- سماور: روسی (به خط روسی: самовар به خط لاتین: samovar)
- سوییشکه: suishchke به معنی گوگرد و کبریت در گویش گرگانی و ترکمنی
- سیگارت: از cigarette در فرانسوی
- شابلون:
- شار (گویِ بیلیارد)
- شانتاژ: از chantage فرانسوی
- شانس: از chance فرانسوی
- شماطه: روسی (به خط روسی: шуметь به خط لاتین: shumet) به معنای «سروصدا کردن»
- شنل: بالاپوش. به دبیره‌ی روسی: шинель به دبیره‌ی لاتین: shinel برابر انگلیسی: overcoat
- فامیل: از famille فرانسوی
- فانوسقه: патронная лента
- فرام (در کاربرد لباس)
- فرز (دستگاه برش)،
- فرغون: از fourgon فرانسوی
- قرنطینه: عربی شدهٔ quarantine از ریشهٔ لاتین به معنای «چلّه» یا «چهل روزه»
- قرنیز: شاید از قرنس/مُقرنس در پارسی/عربی
- قزاق: نام قوم خاص
- کالسکه: روسی (به خط روسی: коляска به خط لاتین: kolyaska)
- کتلت: بریده‌ی گوشت. به دبیره‌ی روسی: котлета به دبیره‌ی لاتین: kotleta برابر انگلیسی: cutlet
- کردیت: اعتبار و اتکا از کریدنس credance
- کمپوت: از compote فرانسوی
- کمد:
- گتر (نوار پارچه‌ای): از guêtres فرانسوی
- مانور: از maneouvre در فرانسوی و لاتین
- مدال: از medalle در فرانسوی و medal در انگلیسی
- مشتوک (فیلتر سیگار)،
- نفت:روسی (به خط روسی нефть)
- نمسه (نام قدیم اتریش): روسی (به خط روسی: Немцы به خط لاتین: nemtsy)
- واکس: از wax انگلیسی و فرانسوی به معنای موم
- واکسیل: نوار قیطانی افسران. به دبیره‌ی روسی: аксельбанты به دبیره‌ی لاتین: aksel’banty برابر انگلیسی: aiguillettes
- وان (حمام): به دبیره‌ی روسی: ванна به دبیره‌ی لاتین: vanna برابر انگلیسی: bathtub
- ویترین: از vitrine فرانسوی به معنای پنجره یا شیشه